# Enrique Ruiz Escudero
Enrique Ruiz Escudero (Madrid, 24 de desembre de 1967) és un metge i polític espanyol, diputat de la viii i ix legislatures de l'Assemblea de Madrid, conseller de Sanitat de la Comunitat de Madrid des de 2017.

## Biografia

### Formació
Nascut el 24 de desembre de 1967 a Madrid, es va llicenciar en Medicina i Cirurgia per la Universitat Complutense de Madrid. És metge de professió, col·legiat com a pediatre.

### Activitat al PADE
Ruiz Escudero, militant del Partit Popular (PP) a Pozuelo de Alarcón, que hauria estat expulsat del partit durant el mandat com a alcalde de José Martín Crespo, va ser cap de llista del Partit Demòcrata Espanyol (PADE), un partit molt conservador a la dreta del PP, en les eleccions municipals de Pozuelo d'Alarcón de 1999 i de 2003. També va ser el cap de llista del PADE a les eleccions al Parlament Europeu de 2004.

### Retorn al PP
Ruiz Escudero, que es va incorporar com a independent a la llista del PP liderada per Esperanza Aguirre per a les eleccions a l'Assemblea de Madrid de 2007, va resultar elegit diputat autonòmic de la viii legislatura de la cambra. El PADE se disolvería finalmente en mayo de 2008.
Reelegit diputat a les eleccions a l'Assemblea de Madrid de 2011 dins de la llista del PP.
Elegit president de l'organització local del PP de Pozuelo d'Alarcón al setembre de 2017,també aquest mes, amb la sortida de Jesús Sánchez Martos de la conselleria de Sanitat de la Comunitat de Madrid després de ser reprovat per l'Assemblea de Madrid, es va convertir en el nou conseller de Sanitat.